# نورثروپ گاما
نورثروپ گاما (به انگلیسی: Northrop Gamma) یک هواپیمای ساختِ کارخانهٔ نورثروپ در کشور ایالات متحده آمریکا است.

## نگارخانه

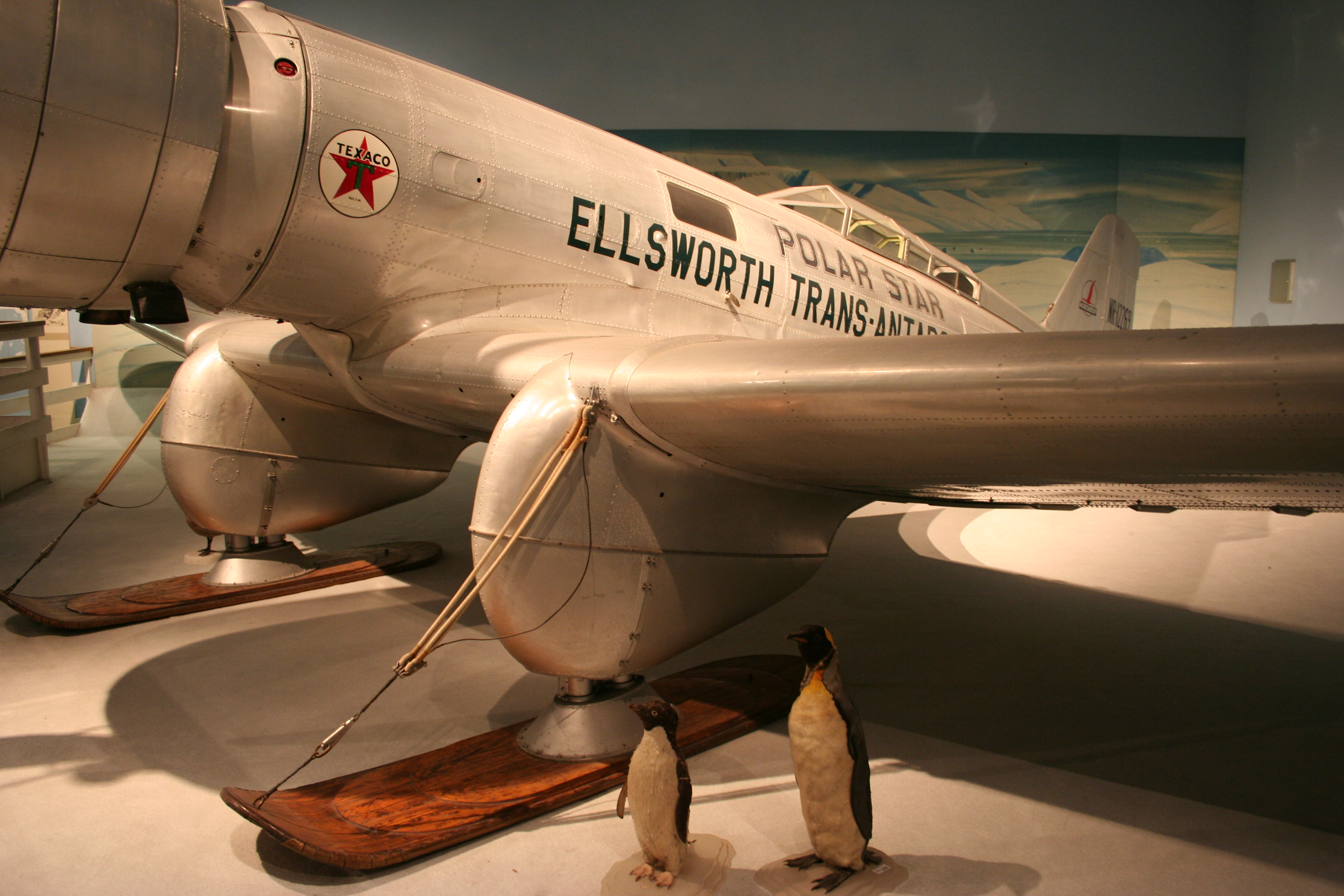
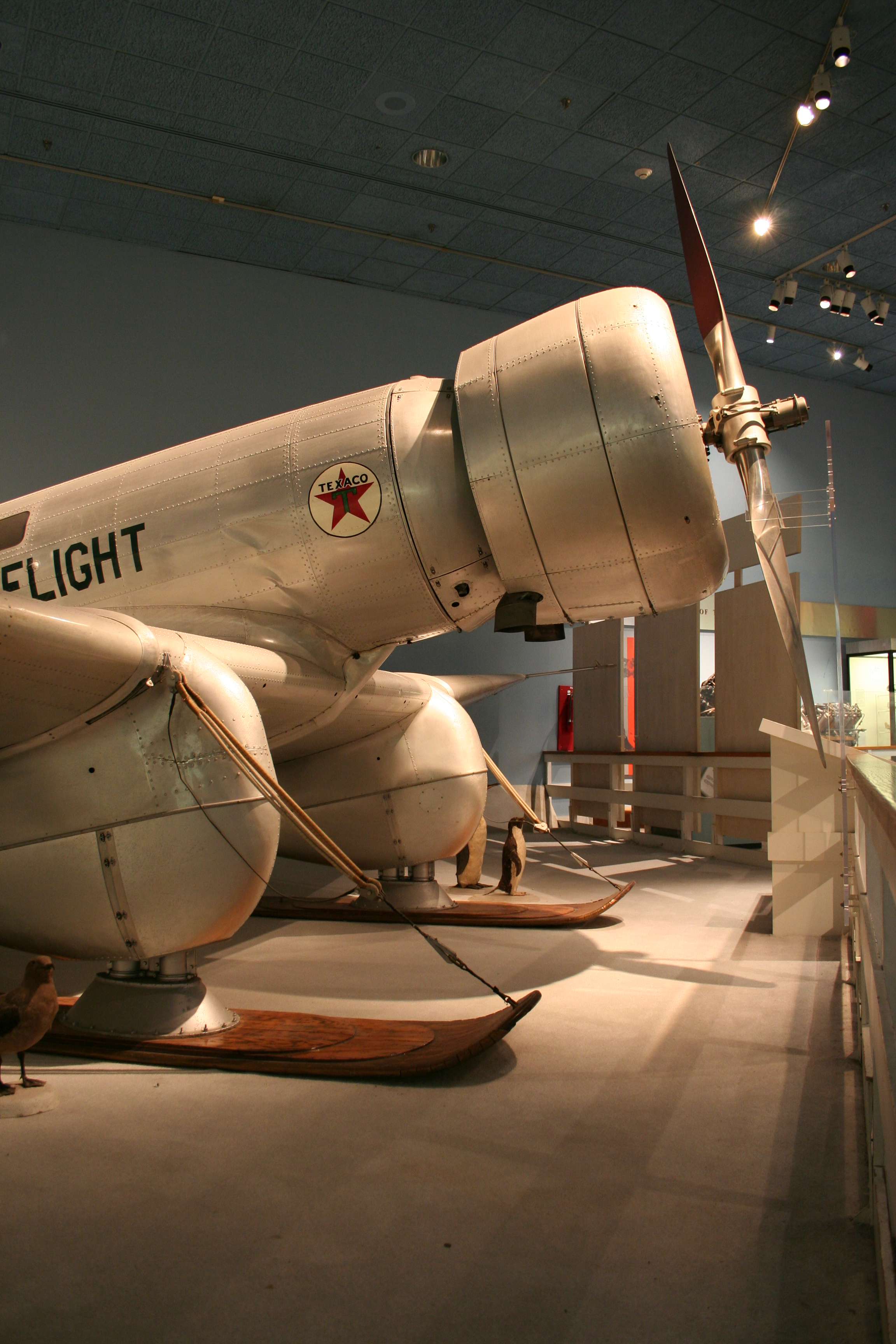
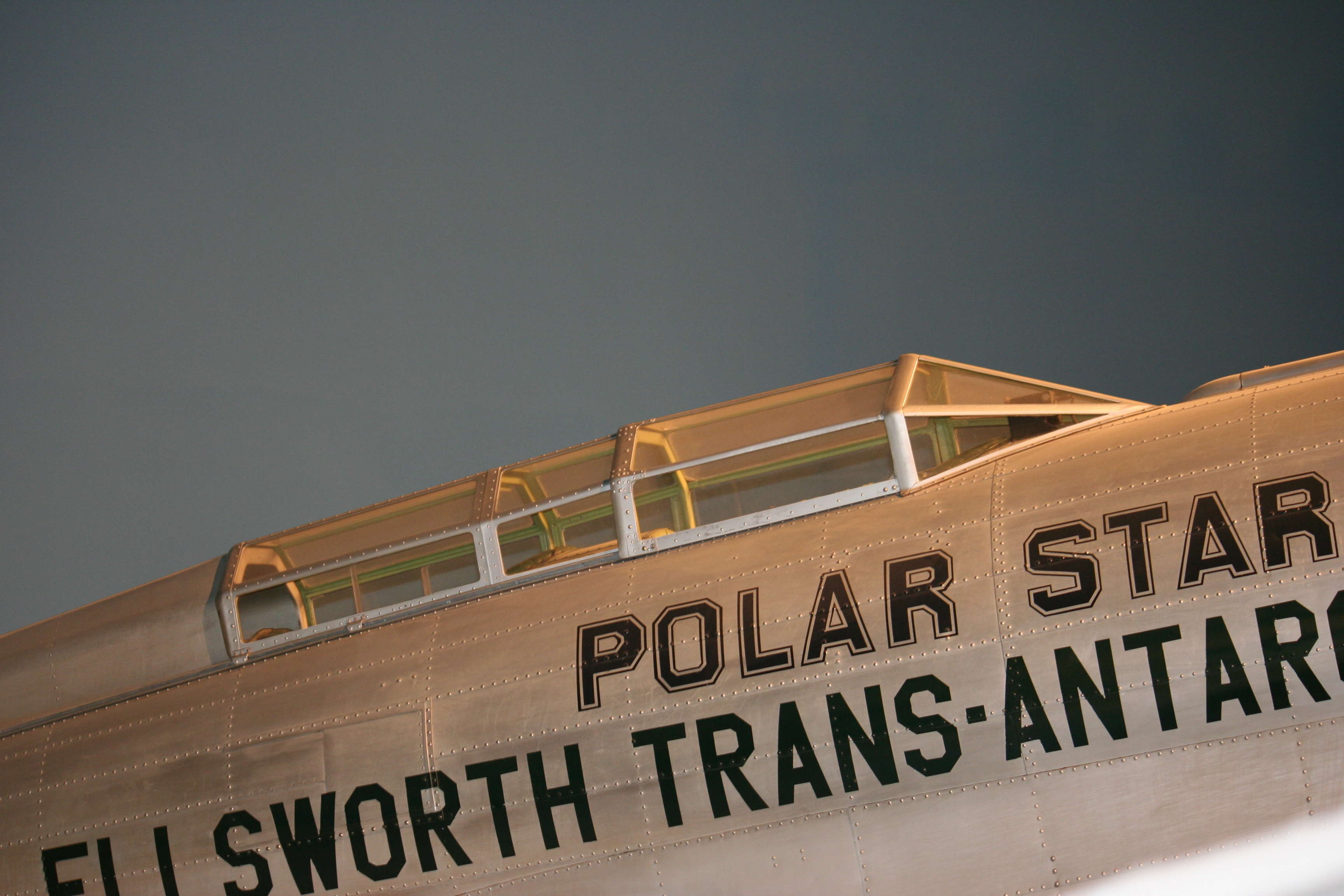
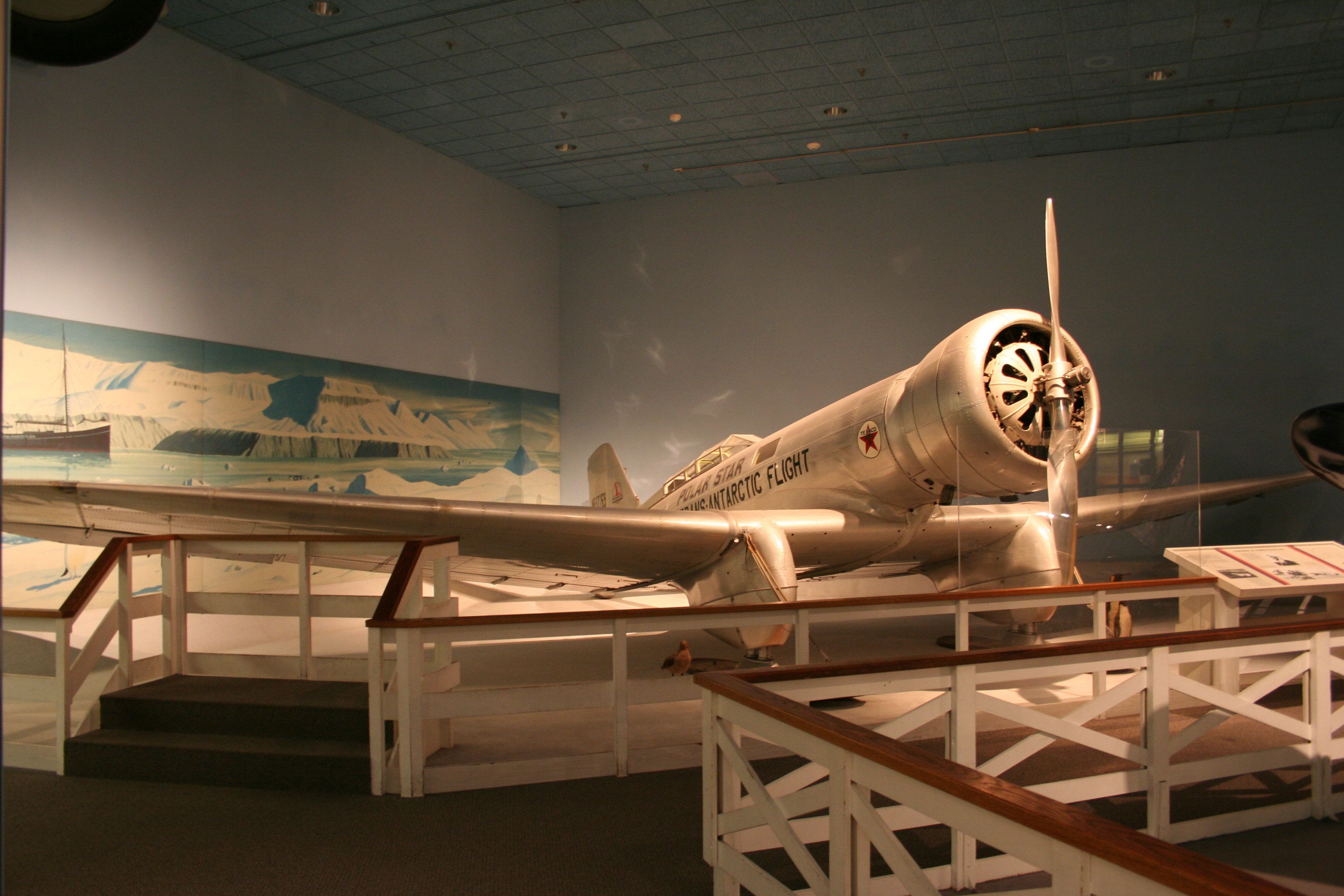
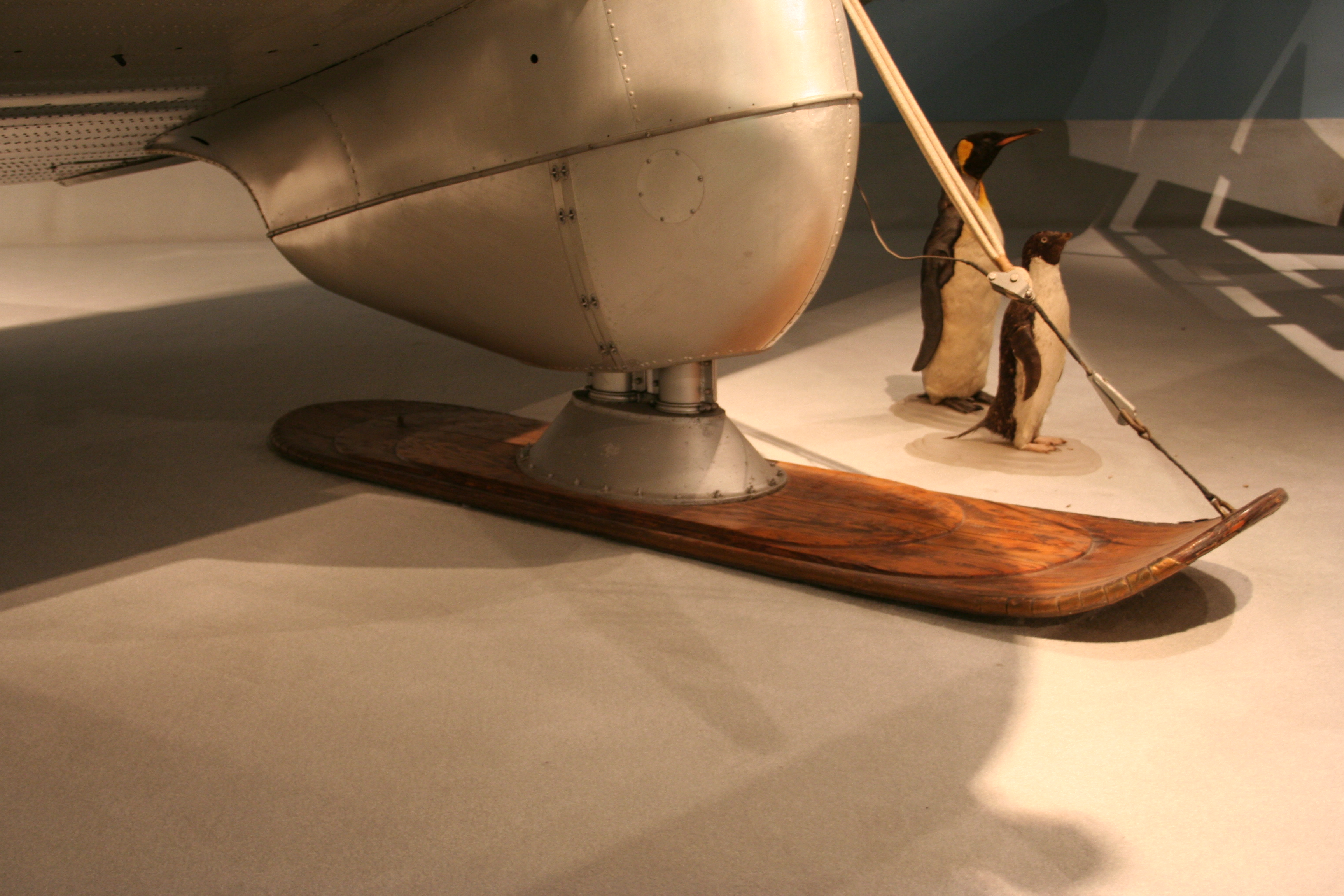
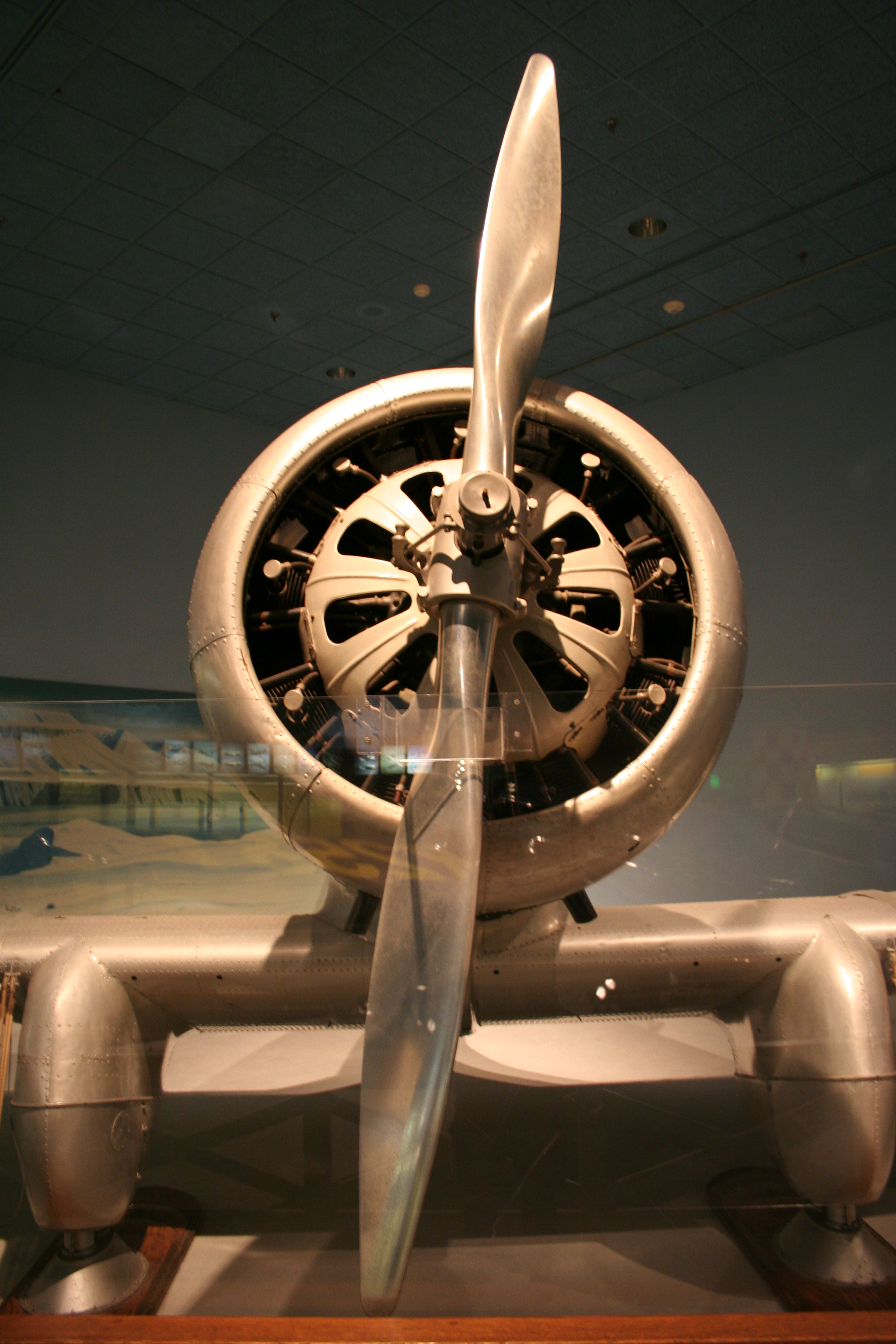
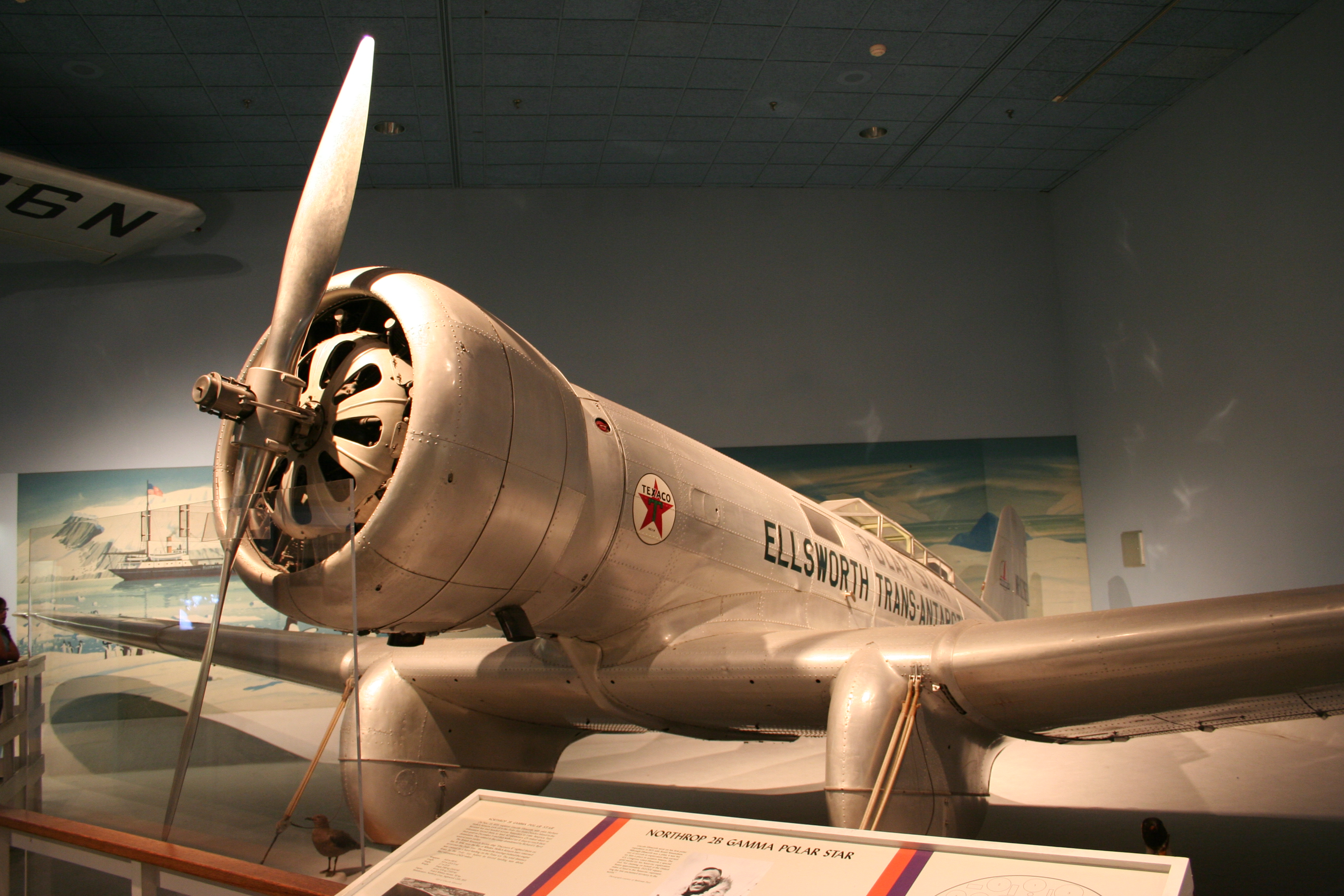